# Georges Dumézil
Georges Dumézil (n. 4 martie 1898, Paris, Franța – d. 11 octombrie 1986, Paris, Franța) a fost un filolog, etnolog și istoric al religiilor și al civilizațiilor, membru al Academiei Franceze.

## Biografie
După studiile de la colegiul din Neufchâteau și liceele de la Troyes, Tarbes și Louis-le-Grand, în 1916 a intrat la Școala Normală Superioară. La scurt timp a fost mobilizat și a plecat la război (Primul Război Mondial), unde a luat parte la luptele din 1917 și 1918.
După ce a absolvit literele și a predat câteva luni la liceul din Beauvais, din 1921 a fost lector la Universitatea din Varșovia. A primit o bursă pentru doctorat, susținând în 1924 teza cu titlul Le Festin d’Immortalité (Festinul nemuririi) în mitologiile indo-europene.
Apoi, timp de șase ani (1925-1931) a fost profesor de istorie a religiilor la Universitatea din Istanbul, după care, timp de doi ani (1931-1933), lector la Universitatea din Uppsala.
După întoarcerea în Franța, a fost numit chargé de conférences (lector) pe perioada  1933-1935, apoi director de studii (1935-1968) la École pratique des Hautes Étude (Școala Practică de Înalte Studii) Secția a V-a, pentru studiul comparat al religiilor popoarelor indo-europene.
A fost ales la Collège de France pentru a ocupa catedra de Civilizație indo-europeană, creată pentru el, unde a predat până la pensionare (1949-1968).
Următorii trei ani după pensionare (1968-1971) i-a petrecut în Statele Unite ale Americii, la Princeton, Chicago și Los Angeles.
A fost Doctor honoris causa al universităților din Uppsala (1955), Istanbul (1964), Berna (1969), Liège (1979), membru asociat al Academiei regale a Belgiei (1958), membru corespondent al Academiei de Știința din Viena  (1968), membru al Academiei de Inscripții și litere din Paris (1970), membru de onoare a Academiei Regale Irlandeze, secțiunea de Literatură și antichități (1974), membru de onoare al Institutului Antropologic al Marii Britanii și Irlandei de Nord (1974).
În data de 26 octombrie 1978 a fost ales membru al Academie Franceze, pe locul lui Jacques Chastenet (fotoliul 40) și a fost primit ca membru în 14 iunie 1979 de Claude Lévi-Strauss.

## Distincții[14]
- Officier de la Légion d'honneur (Ofițer al legiunii de onoare)
- Croix de guerre 1914-1918 (Crucea de război 1914-1918)
- Commandeur des Palmes académiques (Comandor al palmelor academice)

## Scrieri[15]
- 1924 - Le festin d’Immortalité, étude de mythologie comparée indo-européenne(Annales du Musée Guimet)
- 1929 - Le problème des Centaures, étude de mythologie comparée indo-européenne(Annales du Musée Guimet)
- 1930 - Légendes sur les Nartes (Institut d’Études Slaves)
- 1935 - Flamen-Brahman
- 1939 - Mythes et dieux des Germains, essai d’interprétation comparative (PUF)
- 1940 - Mitra-Varuna, essai sur deux représentations indo-européennes de la Souveraineté (PUF)
- 1941 - Jupiter Mars Quirinus, vol.1 : Essai sur la conception indo-européenne de la société et sur les origines de Rome (Gallimard)
- 1942 - Horace et les Curiaces (Gallimard)
- 1943 - Servius et la fortune, essai sur la fonction sociale de louange et de blâme (Gallimard)
- 1944 - Jupiter Mars Quirinus, vol.2 : Naissance de Rome (Gallimard)
- 1945 - Jupiter Mars Quirinus, vol.3 : Naissance d’Archanges, essai sur la formation de la théologie zoroastrienne (Gallimard)
- 1947 - Tarpeia, cinq essais de philologie comparative  (Gallimard)
- 1948 - Loki (G.P. Maisonneuve)
- 1949 - L’héritage indo-européen à Rome (Gallimard)
- 1949 - Le troisième souverain (G.P. Maisonneuve)
- 1952 - Les dieux des Indo-Européens (PUF)
- 1954 - Rituels indo-européens à Rome (Klincksieck)
- 1956 - Déesses latines et mythes védiques (Coll. Latomus)
- 1956 - Aspects de la fonction guerrière chez les Indo-Européens
- 1957 - Contes et légendes des Oubykhs (Institut d’Ethnologie)
- 1957 - Contes lazes (Institut d’Ethnologie)
- 1958 - L’idéologie tripartite des Indo-Européens (Coll. Latomus)
- 1959 - Études oubykhs (A. Maisonneuve)
- 1959 . Les dieux des Germains, essai sur la formation de la religion scandinave (PUF)
- 1960-1967 - Documents anatoliens sur les langues et les traditions du Caucase (A. Maisonneuve)
- 1965 - Le livre des héros, légendes ossètes sur les Nartes (Gallimard)
- 1966 - La religion romaine archaïque, avec un appendice sur la religion des Étrusques (Payot)
- 1968 - Mythe et épopée, I. L’idéologie des trois fonctions dans les épopées des peuples indo-européens (Gallimard)
- 1969 - Idées romaines' (Gallimard)
- 1969 - Heur et malheur du guerrier, aspects de la fonction guerrière chez les Indo-Européens (PUF)
- 1970 - Du mythe au roman, la Saga de Hadingus et autres essais (PUF)
- 1971 - Mythe et épopée, II. Types épiques indo-européens : un héros, un sorcier, un roi (Gallimard)
- 1973 - Mythe et épopée, III. Histoires romaines (Gallimard)
- 1975 - Fêtes romaines d’été et d’automne, suivi de Dix Questions romaines (Gallimard)
- 1975 - Le verbe oubykh, études descriptives et comparatives (Mémoires publiés par l’Académie des Inscriptions et belles-lettres)
- 1977 - Les dieux souverains des Indo-Européens(Gallimard) (Zeii suverani ai indo-europenilor), Versiune românească de Petru Creția, Editura Univers Enciclopedic, București, 1997
- 1978 - Romans de Scythie et d’alentour (Payot)
- 1979 - Mariages indo-européens, suivi de Quinze Questions romaines (Payot) Căsătorii indo-europene ; Cincisprezece chestiuni romane trad. din lb. franceză de Crina Berdan; trad. textelor din lb. latină, note și glosar de Mihaela Paraschiv.  Editura Polirom, Iași, 2002.
- 1982 - Apollon sonore et autres essais (Gallimard)
- 1984 - Le moyne noir en gris dedans Varenne, sotie nostradamique (Gallimard)
- 1985 - L’oubli de l’homme et l’honneur des dieux (Gallimard) Uitarea omului și onoarea zeilor, Editura Univers Enciclopedic, București,

#### Traduceri în limba română
- Mit și epopee, Editura Științifică, 1993, traducere de Gabriela Creția în colaborare cu Francisca Băltăceanu și Dan Slușanschi
- Mit și istorie, Editura Amarcord, Timișoara, 1996
- Zeii suverani ai indo-europenilor Editura Univers Enciclopedic, București, 1997, traducere de Petru Creția,
- Uitarea omului și onoarea zeilor, Editura Univers Enciclopedic, București, 1998, traducere de George Anania,
- Cele patru puteri ale lui Apolo, Editura Univers Enciclopedic, București, 1999, traducere de George Anania
- Căsătorii indo-europene ; Cincisprezece chestiuni romane, Editura Polirom, Iași, 2002. ISBN 973-683-905-2, traducere de Paraschiv Mihaela